# Женская сборная Сингапура по баскетболу 3×3
Женская сборная Сингапура по баскетболу 3×3 представляет Сингапур на международных соревнованиях по баскетболу 3×3. Управляющим органом является Баскетбольная ассоциация Сингапура (англ. Basketball Association of Singapore).
По состоянию на 1 сентября 2024, женская сборная Сингапура по баскетболу 3×3 занимает 21-е место в мировом рейтинге ФИБА женских сборных по баскетболу 3×3.

## Результаты выступлений
| Турнир         | Золото | Серебро | Бронза | Всего |
| -------------- | ------ | ------- | ------ | ----- |
| Чемпионат Азии | —      | —       | —      | —     |
| Итого          | —      | —       | —      | —     |

### Чемпионат Азии по баскетболу 3x3
| Год           | Место          | Игры           | Победы         | Поражения      | Состав команды                                                                    |
| ------------- | -------------- | -------------- | -------------- | -------------- | --------------------------------------------------------------------------------- |
| 2013—2019     | не участвовали | не участвовали | не участвовали | не участвовали | не участвовали                                                                    |
| Сингапур 2022 | 12             | 2              | 0              | 2              | Wan Qing Chin, Kai Ting Shermaine See, Choong Si Ying Sara, Ang Siew Ting Pauline |
| Сингапур 2023 | 10             | 2              | 0              | 2              | Lydia Ang Zi Yi, Choong Si Ying Sara, Kang Yi Tan, Choy Ting Tang                 |
| Сингапур 2024 | 10             | 2              | 0              | 2              | Jie Ying Choo, XingYue Han, Choong Si Ying Sara, Choy Ting Tang                   |